# Береговое-Первое
Берегово́е-Первое — село в Прохоровском районе Белгородской области, Россия. Административный центр Береговского сельского поселения.

## История
Село Береговое было основано в начале XVIII века. Со времен прихода из пределов Речи Поспалита на современные Белгородские земли Кирилла Григорьевича Ильинского со своей семьей, в честь одного из чьих потомков был назван Прохоровский район, с одноименным селом, стали заселяться данные земли и образовываться села и хутора. Правнучка Ильинского владела землями в Томском уезде, в эти владения входили и земли современного села Берегового. Точной даты основания деревни, на тот момент, Береговое выяснить не удалось, однако известен примерный временной период — с 1795 по 1816 года. Основателем принято считать Надежду Ивановну Похвистневу. Первыми жителями были ее поданные крестьяне и дворовые из села Пристенного. Изначально название деревни было Ольшанка, но поскольку это было слишком распространенное название и объектов с таким именем было слишком много, то с 1812 года закрепилось название Береговая. На период 1834 года в деревне насчитывалось 35 дворов, она входила в Ольшанскую волость Обоянского уезда Курской губернии. Деревня Береговая располагалась на обеих берегах реки Псёл.
После реформы 1860-х годов началось расслоение среди крестьян, получивших возможность иметь наделы земли, выбирать более плодородные земли. Белее зажиточные стали образовывать хутора, так появился хутор Береговое-Второе.
Во времена повсеместного строительства железных дорог (70-е годы), через Прохоровский район также была проложена железная дорога, для обеспечения ее нужд на хуторе Груши была построена водокачка, но ее мощности не хватало.
В 80-е годы XIX века для обеспечения железнодорожного транспорта водой, в селе была сооружена водокачка. В 1895 году были построены плотина и мост, сооружено водохранилище.
Для строительства водохранилища (пруда) был приглашен немецкий специалист — Питра. Впоследствии его потомок, получил в наследство земли села Берегового, обосновался там с семьей, построил дом («в два этажа»), где сейчас располагается администрация, ферму крупного рогатого скота, свиноферму, разводил породистых лошадей, взращивал зерновые культуры, сахарную свеклу, картофель. Так же были построены мельница и пасека. В 1899 году на выборах был избран на должность Обоянского Уездного Предводителя Дворянства. Его звали Евгений Альбертович Питра.
В этом же году он начал строительство спиртзавода. К 1913 году производительность была 48 655 ведер.
Во время Великой Отечественной возле Берегового разворачивалось Сражение под Прохоровкой.
В центре села размещена братская могила с захоронением 606 войнов.

## Традиции
С селе есть традиция, передаваемая из поколение, праздник Успения Пресвятой Богородицы. Его отмечают всем селом много лет, собираясь у Дома Культуры после Успенского поста и окончания жатвы хлеба.
Так же в селе сохранено до наших дней такое ремесло как лозоплетение.

## География
Расположено в северной части области в 6 км к северу от пгт. Прохоровки, в истоке реки Псёл.

## Достопримечательности
- Деревянная церковь Илии Муромца
- Дом помещика Питры (XIX век)

## Население
| 2002 | 2010 |
| ---- | ---- |
| 178  | ↗318 |

## Инфраструктура
Экономика
На территории села располагаются рыбхоз, дрожжевой завод и спиртовой завод. Оба завода в настоящее время не работают.

## Транспорт
Просёлочные дороги.